# Thắng cảnh khảo cổ nơi trồng cà phê đầu tiên ở vùng đông nam Cuba
Thắng cảnh khảo cổ nơi trồng cà phê đầu tiên ở vùng đông nam Cuba là phần còn lại của các đồn điền cà phê thế kỷ 19 nằm ở chân của dãy Sierra Maestra. Trong suốt khoảng thời gian từ thế kỷ 19 đến đầu thế kỷ 20, miền đông Cuba là nơi trồng cà phê chủ yếu với khoảng 100 đồn điền cà phê, như là một lời nhắc nhở về khoảng thời gian các chủ đồn điền Pháp định cư và đưa vào văn hóa của họ. Những tàn tích còn lại của những đồn điền hiển thị các kỹ thuật được sử dụng trong điều kiện khó khăn của địa hình đồi núi, cũng như ý nghĩa kinh tế và xã hội đối với Cuba và vùng Caribe.
Năm 2000, thắng cảnh đã được thêm vào danh sách Di sản thế giới của UNESCO. Các khu đồn điền là minh chứng rõ nhất về một hình thức bóc lột nông nghiệp tại khu vực rừng núi và là một ví dụ độc đáo về hình thức phát triển sản xuất nông nghiệp. Cảnh quan bao gồm 7 khu vực trồng và chế biến cà phê tại hai tỉnh Santiago de Cuba và Guantánamo là các tòa nhà, hệ thống đường mòn vận tải và các khu vực nông nghiệp liên quan đến hoạt động trồng và chế biến cà phê :
- La Gran Piedra, Santiago de Cuba
- El Cobre, Santiago de Cuba
- Contramaestre, Santiago de Cuba
- Yateras, Guantánamo
- El Salvador, Guantánamo
- Niceto Pérez, Guantánamo
- Guantanamo, Guantánamo

## Hình ảnh

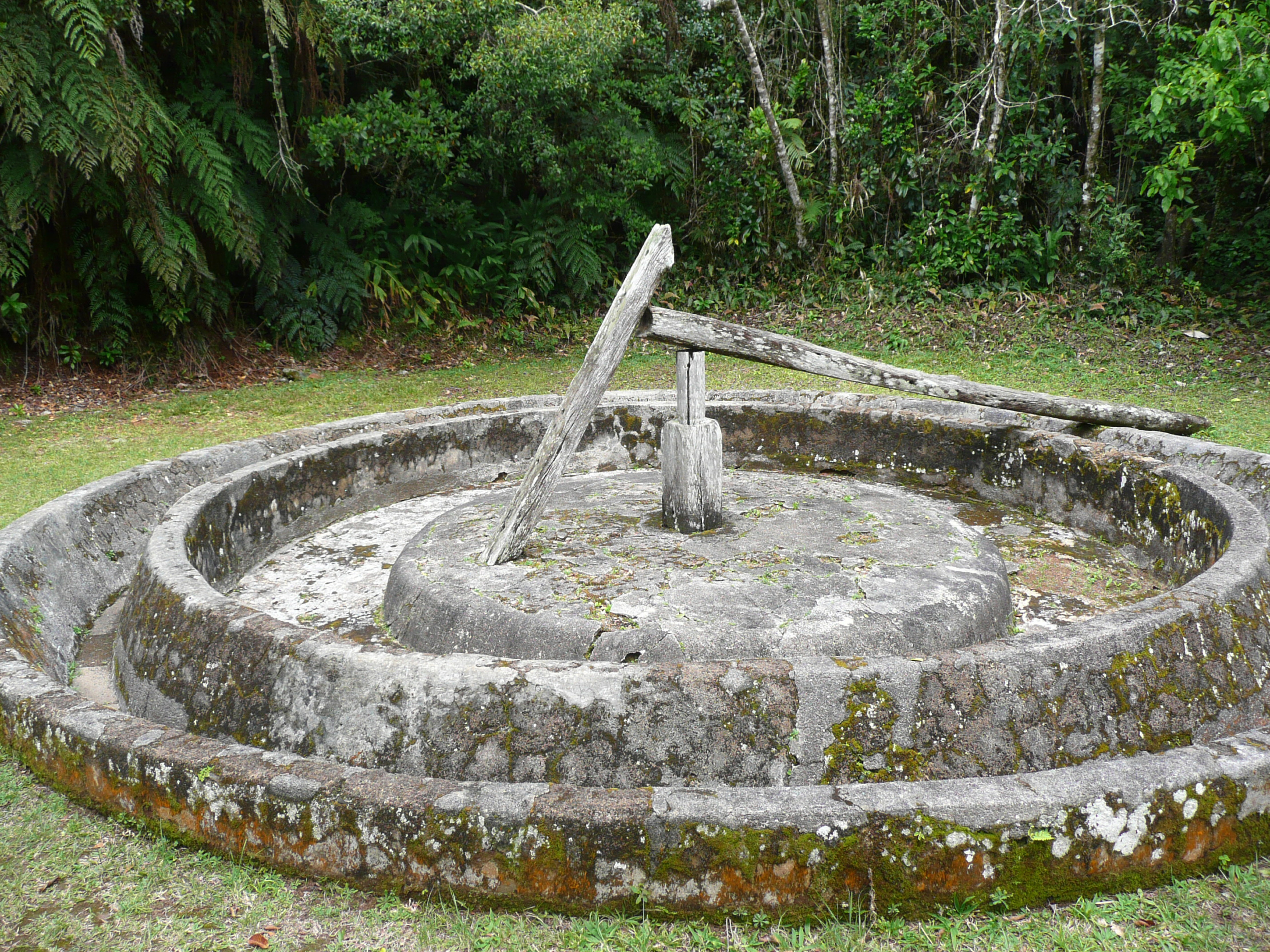
Đồn điền Isabelica, nơi nghiền hạt cà phê
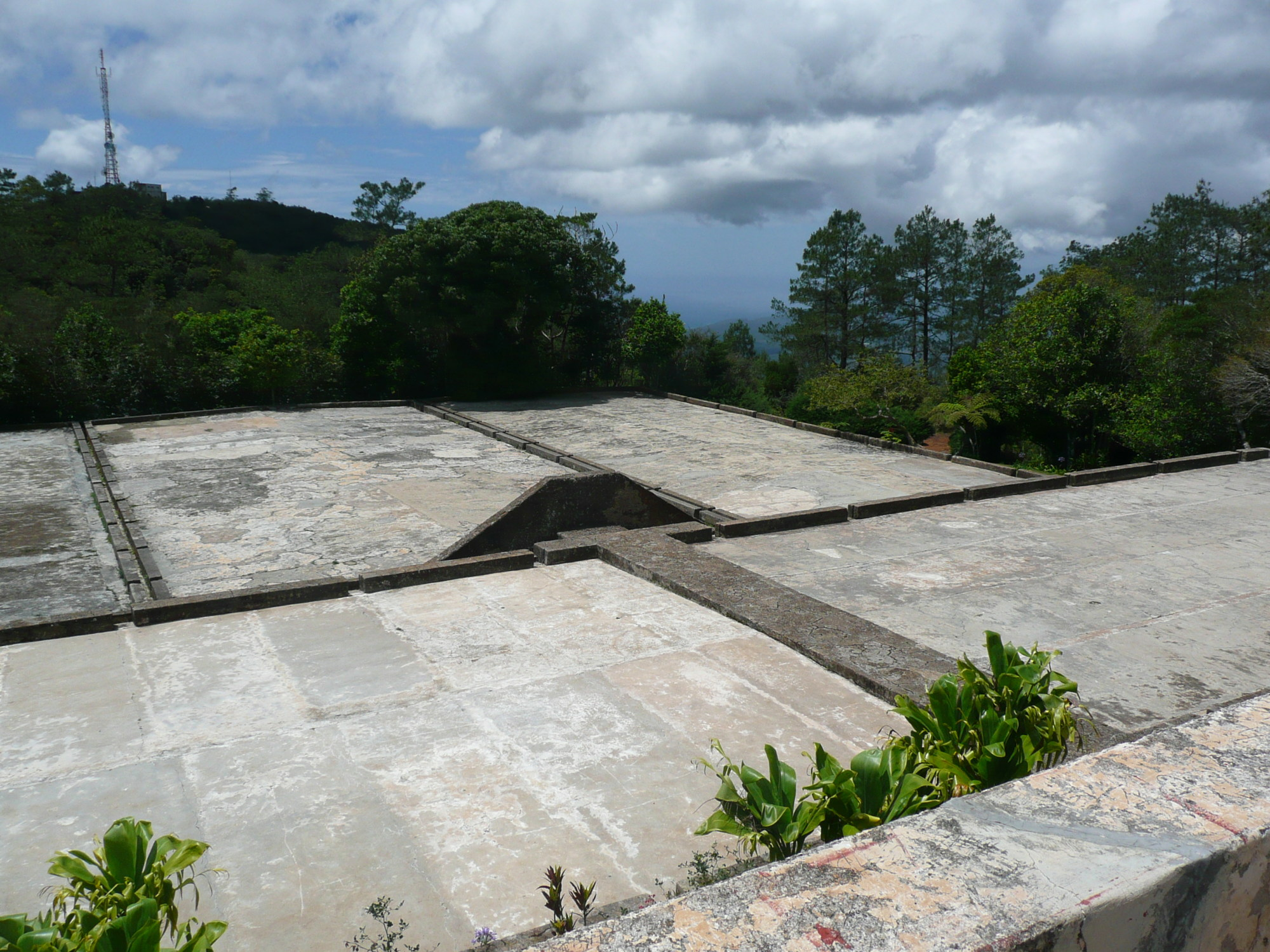
Đồn điền Isabelica, nơi phơi hạt cà phê
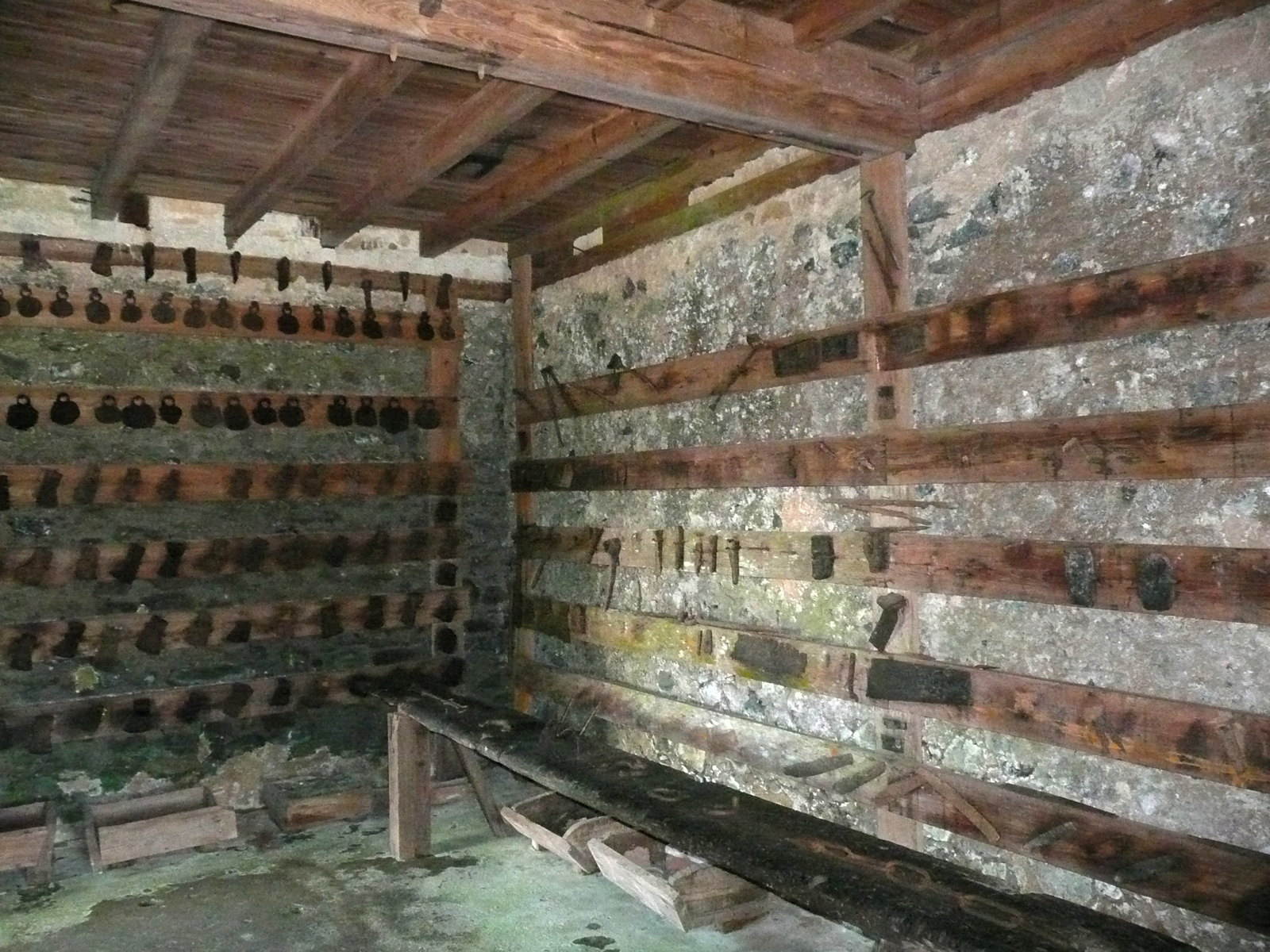
Đồn điền Isabelica, nơi làm việc của những nô lệ
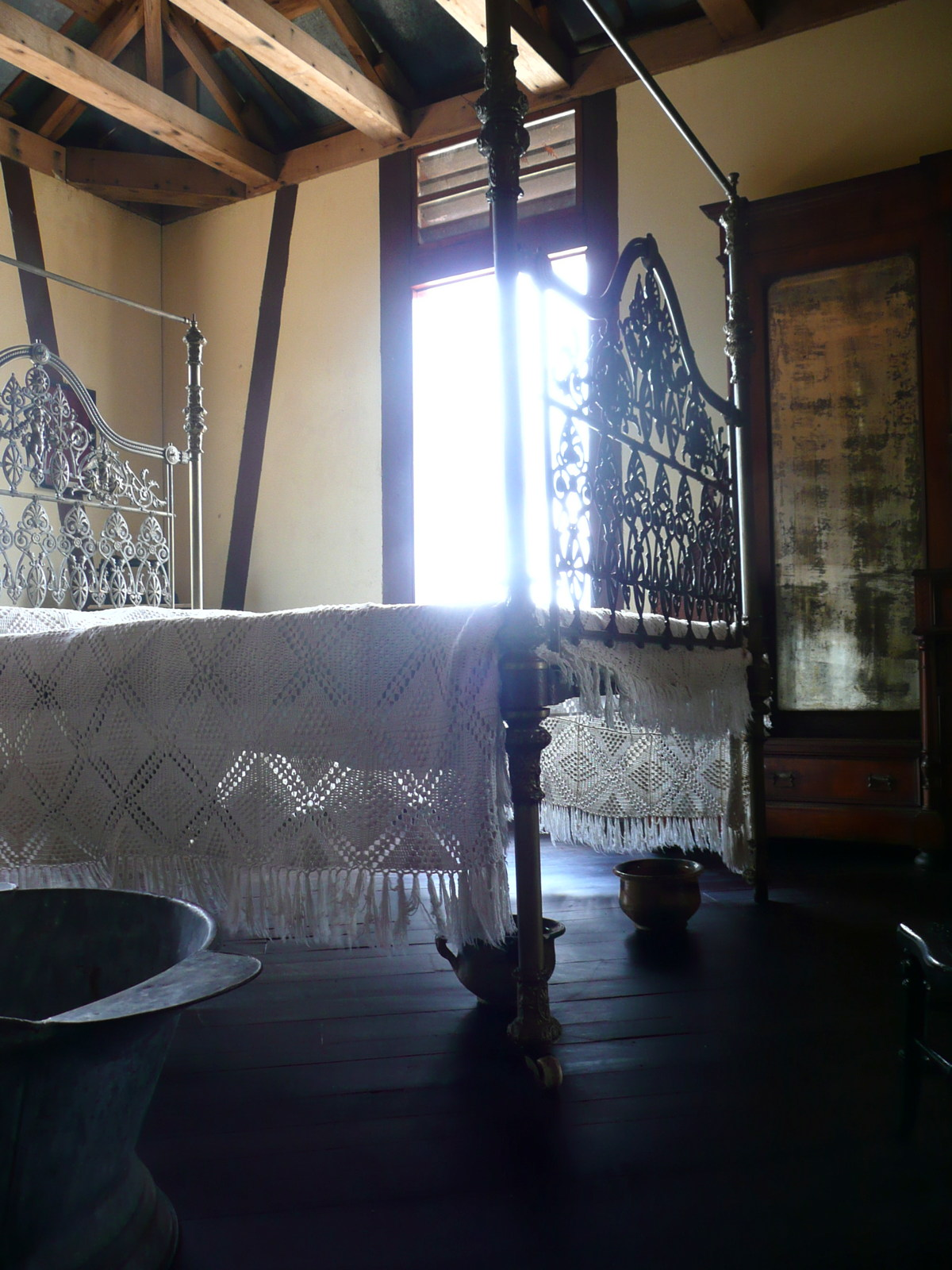
Bên trong khu nhà ở chính